# كوميكو ناكانو
كوميكو ناكانو (باليابانية: 中野公美子؛ بالكانا: なかの くみこ) هي مغنية وممثلة يابانية، ولدت في 3 مارس 1977 في أوساكا في اليابان.

## وصلات خارجية
- كوميكو ناكانو على موقع IMDb (الإنجليزية)
- كوميكو ناكانو على موقع ديسكوغز (الإنجليزية)